# Walter Richard Gerlich

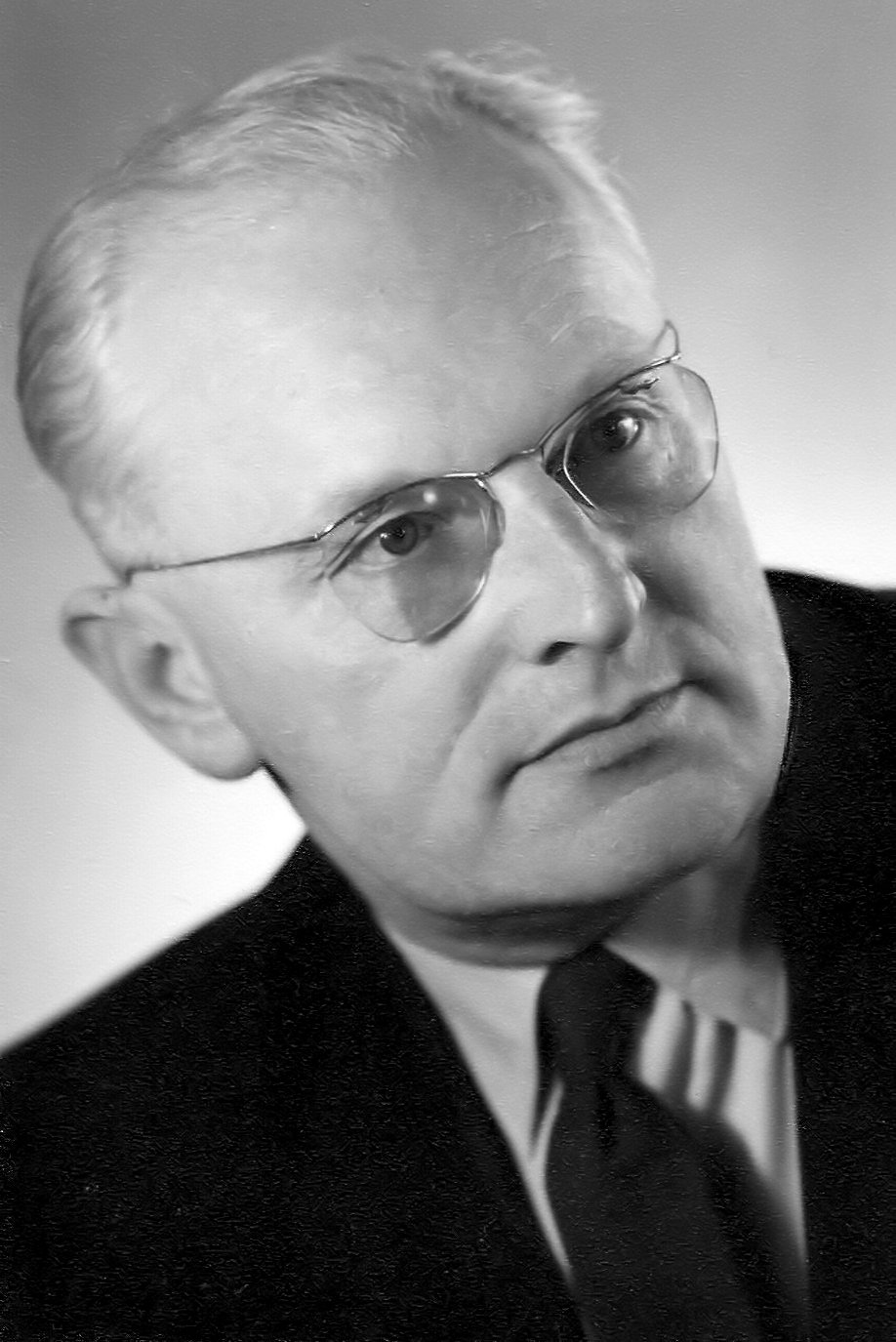
Walter R. Gerlich 1964 als Mitglied des Deutschen Bundestages

Walter Richard Gerlich (* 28. Oktober 1908 in Troppau; † 21. März 1981 in Neumünster) war ein deutscher Pädagoge und Politiker (CDU).

## Leben und Beruf
Geboren 1908 im österreichisch-schlesischen Troppau als erstes Kind des Uniformschneiders Richard Gerlich und seiner Ehefrau Anna, geb. Lehnert, wuchs Gerlich in ärmlichen Verhältnissen auf. Sein Bruder war Gerhard Gerlich.
Trotzdem nahm er nach dem Abitur 1928 am Troppauer Humanistischen Gymnasium das Studium der Mathematik und Physik an der Karl-Ferdinands-Universität in Prag auf. Um in der Hochschulpolitik präsent sein zu können, gründete er – da er sich die Mitgliedschaft in einer der bestehenden Korporationen nicht leisten konnte – eine Studentenverbindung, die 1931 als „KDB Falkenstein zu Prag“ in den Ring Katholischer Deutscher Burschenschaften aufgenommen wurde.
Im Verlauf des Studiums verlegte Gerlich die Studienschwerpunkte mehr und mehr auf die Physik, dort speziell Geophysik, Meteorologie und Astronomie. 1931 beendete er sein Studium mit der philosophisch-pädagogischen Vorprüfung und promovierte mit einer Dissertation über Probleme der Lichtmessung zum Doktor der Naturwissenschaften.
Von 1931 bis 1936 war Gerlich als Demonstrator, wissenschaftliche Hilfskraft und dann wissenschaftlicher Assistent von Leo Wenzel Pollak an der Prager Universität tätig – zuletzt mit Schwerpunkt am Meteorologischen Observatorium auf dem Donnersberg (Milešovka) in Tellnitz (Telnice). 1935 erhielt er die Lehrbefähigung für den höheren Schuldienst und arbeitete seit 1936 als Hilfslehrer am Deutschen Staatsgymnasium in Aussig.
In den Jahren von 1936 bis 1938 leistete Gerlich seinen Wehrdienst in der Armee der Tschechoslowakei. Er absolvierte die Ausbildung zum Reserveoffizier in Leitmeritz und erreichte den Dienstgrad eines Oberfähnrichs, die Beförderung zum Offizier war ihm als Volksdeutschen verwehrt. Ab der tschechischen Mobilmachung am 21. Mai 1938 während der Sudetenkrise bis zu seinem Dienstende Ende September 1938 war er in der Hohen Tatra in der Slowakei eingesetzt.
Ab September 1938 war er zunächst als provisorischer Professor am Staatsgymnasium und dann als Professor an der Staatlichen Oberschule für Mädchen in Aussig tätig.

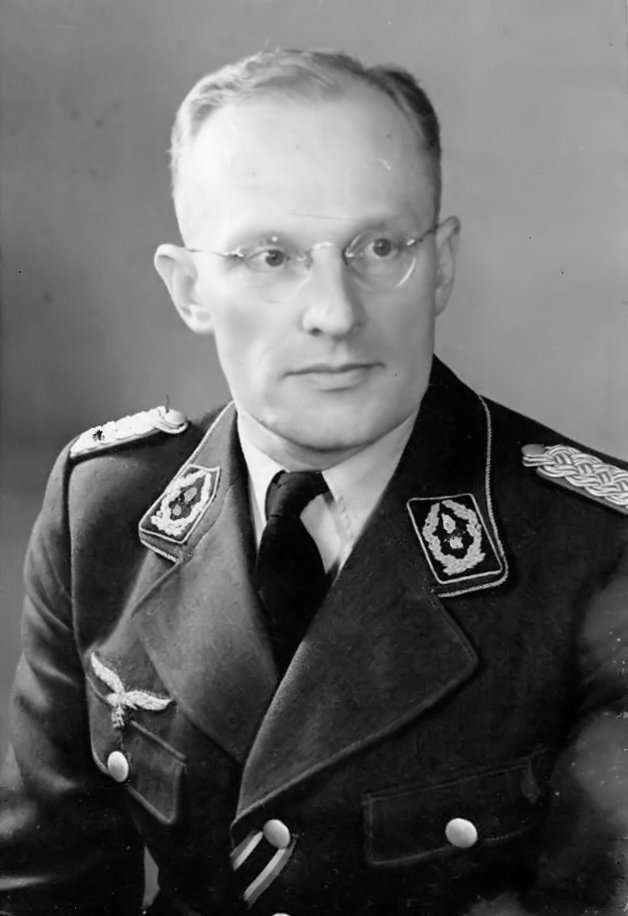
Walter R. Gerlich 1944 als Oberregierungsrat der deutschen Luftwaffe

Gerlich nahm von Mai 1941 bis Mai 1945 als Wehrmachtsbeamter (Geophysik) auf deutscher Seite am Zweiten Weltkrieg teil und wurde während des Krieges bei der Luftwaffe als Geschwader-Meteorologe vorwiegend in Frankreich eingesetzt, zuletzt als Oberregierungsrat im Kampfgeschwader 2.
Nach dem Kriegsende leistete Gerlich bis August 1945 Dienst im britischen Verband der C.O. Neumünster Airfield 8401 A.D. Wing. Anschließend trat er erneut in den Schuldienst ein und war seit 1946 als Studienrat an der Holstenschule in Neumünster tätig. 1956 erhielt er die Beförderung zum Oberstudienrat und wurde als Vertreter des Direktors an die Kieler Gelehrtenschule berufen. Von dort wechselte er an das Gymnasium in Bad Bramstedt und kehrte 1959 an die Holstenschule in Neumünster zurück, wo er bis zu seinem Eintritt in den Bundestag 1963 wirkte.
Am Ende der Legislaturperiode 1965 verblieb Gerlich im Ruhestand und unterrichtete nur noch sporadisch an der Bundeswehrfachschule in Neumünster.
Gerlich war seit 1938 verheiratet mit seiner Frau Ilse geb. Kastl, sie hatten zwei Kinder und sieben Enkel. Seit Kriegsende lebte er bis zu seinem Tod in Neumünster, Schleswig-Holstein.

## Partei
Ob und inwieweit Gerlich vor 1945 politisch aktiv war, ist nicht hinlänglich erforscht. In der Eheschließungsakte seines Bruders wird er am 14. März 1940 als Mitglied der SS im (untersten) Dienstgrad „SS-Mann“ genannt. Demnach erscheint es plausibel, im Einklang mit seiner beruflichen Position als Gymnasiallehrer und den historischen Abläufen eine Aufnahme in die Allgemeine SS am 1. November 1938 zu vermuten – eine Verifizierung steht noch aus.
Seit den Gründungen war Gerlich Mitglied der CDU und ihres 1950 entstandenen Landesverbands Oder/Neiße. Zusammen mit seinem jüngeren Bruder Gerhard Gerlich war er maßgeblich beteiligt am Aufbau der Partei in seinem Wohnort Neumünster und im Land Schleswig-Holstein. Bis zu seinem Eintritt in den Bundestag 1963 (s. u.) war er seit 1955 Mitglied der Ratsversammlung Neumünster, dabei von 1955 bis 1958 und von 1962 bis 1963 als Stadtrat und Dezernent für die Feuerwehr.

## Weitere öffentliche Tätigkeiten
Die Verbesserung der Lage der Flüchtige war Gerlich ein besonderes Anliegen. Am Aufbau der Sudetendeutschen und schlesischen Landsmannschaft war er seit der Gründung am 15. Januar 1949 als Vorstandsmitglied beteiligt, nach der Teilung am 8. November 1950 war er Gründungsmitglied der Sudetendeutschen Landsmannschaft Neumünster und erhielt für seine Arbeit die Goldene Ehrennadel.
Die von ihm 1948 mitbegründete Bau-Union erstellte in Neumünster für Vertriebene und Flüchtlinge vier Eigenheimsiedlungen, die in Selbst- und Nachbarschaftshilfe errichtet wurden.
Als Landesvorsitzender des Deutschen Beamtenbundes, heute DBB Beamtenbund und Tarifunion, war er zudem stark in der Sozialpolitik engagiert und setzte sich für eine Verbesserung des Öffentlichen Dienstes ein.
Sein kommunalpolitisches Engagement führte ihn zum langjährigen Vorsitz sowohl der Interessengemeinschaft seines Wohnbezirkes Wittorf als auch der von ihm gegründeten Interessengemeinschaft der Anwohner des Brahmsees.
Als engagierter Katholik begründete und führte er in Neumünster einen Katholischen Lehrerverband und einen Katholischen Akademikerverband.

## Abgeordneter
Gerlich gehörte dem Deutschen Bundestag vom 24. August 1963 bis zum Ende der Legislaturperiode 1965 an. Er war über die Landesliste Schleswig-Holstein für den verstorbenen Abgeordneten Heinrich Gerns nachgerückt.
Als Mitglied des Verteidigungsausschusses setzte er sich ganz besonders für den Zivilen Bevölkerungsschutz ein und für die Stellung des Soldaten in der Gesellschaft. Ein spezielles Interesse galt der persönlichen Ausrüstung des Soldaten sowie den Rüstungsprojekten Transall C-160 (Transportflugzeug) und EWR VJ 101 (Senkrechtstarter).
Am Ende der Legislaturperiode des Deutschen Bundestages 1965 zog sich Gerlich aus der Politik vollständig zurück.